# 1823 w sztukach plastycznych

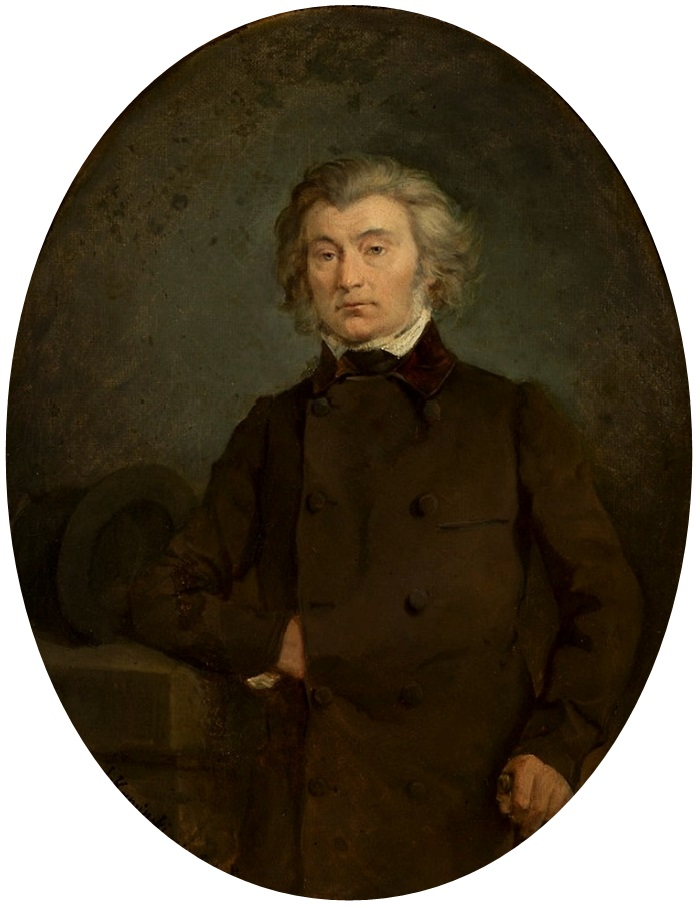
Aleksander Kamiński, Portret Adama Mickiewicza

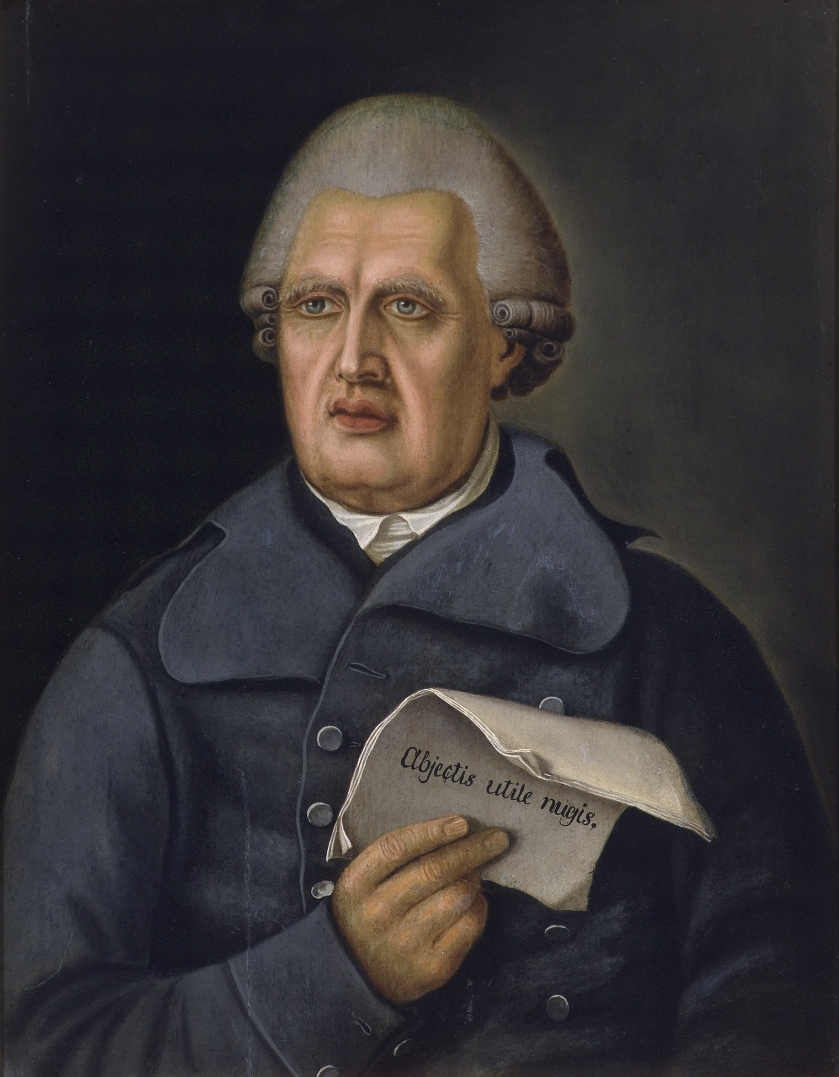
Johan Erik Hedberg, Portret Henrika Gabriela Porthana

Wydarzenia w sztukach plastycznych i wizualnych w 1823 roku.

## Wydarzenia
- W Bremie powołane zostaje Kunsthalle Bremen[1].

## Urodzili się
- 3 stycznia Aleksander Kamiński, malarz[2].
- 31 marca William Hart, amerykański malarz[3].
- 30 kwietnia William Bradford, amerykański malarz, marynista[4].

## Zmarli
- 23 kwietnia Joseph Nollekens, angielski rzeźbiarz[5].
- 9 sierpnia Johan Erik Hedberg, fiński malarz[6].
- 30 sierpnia Pierre Prévost, malarz[7].
- Francis Eginton, angielski grafik[8].